# Парк, Кэтрин
Кэтрин Парк (Katharine Park; род. 24 июня 1950) — американский историк, специалист по истории науки и медицины в средневековой и ранней современной Европе. Доктор философии, эмерит-профессор Гарварда, член Американской академии искусств и наук (2002). Отмечена George Sarton Medal (2016). Лауреат премии Дэна Дэвида (2021).
Окончила Рэдклиффский колледж как бакалавр истории и литературы, специализировалась по эпохе Возрождения и Реформации.
Степень магистра M.Phil. получила в Лондонском университете (в Институте Варбурга), специализировалась по эпохе Возрождения.
Степень доктора философии по истории науки получила в Гарварде.
Первая книга — Doctors and Medicine in Early Renaissance Florence (Princeton University Press, 1985). Автор монографии Secrets of Women: Gender, Generation, and the Origins of Human Dissection (Zone Books, 2006), отмеченной Margaret W. Rossiter History of Women in Science Prize (2007) и William H. Welch Medal (2009). Соредактор третьего тома «The Cambridge History of Science» (Cambridge University Press, 2006).
Отмечена Pfizer Award (1999) — за книгу Wonders and the Order of Nature, 1100—1700 (1997).